# Cats (雑誌)
Cats（きゃっつ-）とは、ペットライフ社から刊行されている猫写真雑誌(月刊)、発売日は毎月12日。
「猫と暮らすしあわせ」をテーマに、猫写真家のグラビアや、投稿写真、いざという時に役立つ飼育ガイド、バラエティーに富んだコミックやエッセイなどの連載、ネコに関する最新情報が掲載。個性豊かな愛猫の投稿写真を紹介した『ニャメール写真館』など、さまざまなコーナーで読者の投稿写真を募集している。